# Circle Takes the Square
Circle Takes the Square (abbreviato CTTS) è una band screamo proveniente da Savannah (Georgia), USA. Lo stile del gruppo è caratterizzato da urli (si avvicina quindi allo screamo) dei due cantanti che spesso s'intendono in un tipo di 'botta e risposta' e un intenso e caotico suono della batteria, con un alto lavoro tecnico Basso / Chitarra. Altamente diverse sono le strutture delle canzoni.
Hanno debuttato pubblicando 7 canzoni raccolte in  Self-Titled EP nel 2001. Nel 2004 la banda pubblica As the Roots Undo e Robotic Empire, di cui pubblicato il CD,e HyperRealist Records.
Nel 2007, Circle Takes the Square fanno il loro ingresso negli Stati Uniti con un tour con i Thursday. Dopo questo tour mettono su account MySpace una nuova versione di una canzone fatta in due parti e intitolata "Ritual Of Names".

## Formazione

### Formazione attuale
- Drew Speziale - voce, chitarra
- Kathy Coppola - basso
- David Rabitor - chitarra
- Caleb Collins - batteria

### Ex componenti
- Jay Wynne - batteria (2000 - 2005)
- Bobby Scandiffio - chitarra (2004 - 2006)
- Josh Ortega - batteria (2006)
- Collin Kelley - chitarra (2000 - 2002)
- Robbie Rose - voce (2000)

## Discografia
- 2001 - Circle Takes the Square (EP)
- 2002 - Documento # 13: Pyramids in Cloth (EP split con i Pageninetynine)
- 2004 - As the Roots Undo
- 2011 - Decompositions, Volume I, Chapter 1: Rites of Initiation